# L'Épine (Marne)
L'Épine és un municipi francès, situat al departament del Marne i a la regió del Gran Est. L'any 2007 tenia 645 habitants.

## Demografia

### Població
El 2007 la població de fet de L'Épine era de 645 persones. Hi havia 256 famílies, de les quals 40 eren unipersonals (16 homes vivint sols i 24 dones vivint soles), 100 parelles sense fills, 96 parelles amb fills i 20 famílies monoparentals amb fills.
La població ha evolucionat segons el següent gràfic:
Habitants censats

### Habitatges
El 2007 hi havia 266 habitatges, 257 eren l'habitatge principal de la família, 3 eren segones residències i 6 estaven desocupats. 259 eren cases i 7 eren apartaments. Dels 257 habitatges principals, 229 estaven ocupats pels seus propietaris, 26 estaven llogats i ocupats pels llogaters i 2 estaven cedits a títol gratuït; 2 tenien dues cambres, 16 en tenien tres, 40 en tenien quatre i 199 en tenien cinc o més. 233 habitatges disposaven pel capbaix d'una plaça de pàrquing. A 91 habitatges hi havia un automòbil i a 157 n'hi havia dos o més.

### Piràmide de població
La piràmide de població per edats i sexe el 2009 era:
| Homes | Edats   | Dones |
| ----- | ------- | ----- |
| 0     | 95 o +  | 4     |
| 0     | 90 a 94 | 0     |
| 8     | 85 a 89 | 4     |
| 0     | 80 a 84 | 0     |
| 12    | 75 a 79 | 16    |
| 12    | 70 a 74 | 4     |
| 8     | 65 a 69 | 8     |
| 16    | 60 a 64 | 12    |
| 40    | 55 a 59 | 28    |
| 36    | 50 a 54 | 28    |
| 48    | 45 a 49 | 52    |
| 24    | 40 a 44 | 24    |
| 12    | 35 a 39 | 20    |
| 12    | 30 a 34 | 8     |
| 8     | 25 a 29 | 12    |
| 28    | 20 a 24 | 24    |
| 20    | 15 a 19 | 40    |
| 20    | 10 a 14 | 16    |
| 8     | 5 a 9   | 8     |
| 16    | 0 a 4   | 8     |

## Economia
El 2007 la població en edat de treballar era de 459 persones, 329 eren actives i 130 eren inactives. De les 329 persones actives 318 estaven ocupades (177 homes i 141 dones) i 11 estaven aturades (6 homes i 5 dones). De les 130 persones inactives 66 estaven jubilades, 36 estaven estudiant i 28 estaven classificades com a «altres inactius».

### Ingressos
El 2009 a L'Épine hi havia 256 unitats fiscals que integraven 648 persones, la mediana anual d'ingressos fiscals per persona era de 24.628 €.

### Activitats econòmiques
Dels 21 establiments que hi havia el 2007, 2 eren d'empreses de construcció, 8 d'empreses de comerç i reparació d'automòbils, 1 d'una empresa de transport, 2 d'empreses d'hostatgeria i restauració, 1 d'una empresa financera, 3 d'empreses immobiliàries, 2 d'empreses de serveis i 2 d'empreses classificades com a «altres activitats de serveis».
Dels 4 establiments de servei als particulars que hi havia el 2009, 1 era un paleta, 1 lampisteria, 1 perruqueria i 1 restaurant.
Dels 2 establiments comercials que hi havia el 2009, 1 era una botiga de menys de 120 m² i 1 una joieria.
L'any 2000 a L'Épine hi havia 14 explotacions agrícoles que ocupaven un total de 1.290 hectàrees.

## Equipaments sanitaris i escolars
El 2009 hi havia una escola elemental.

## Poblacions més properes
El següent diagrama mostra les poblacions més properes.